# 教育再生首長会議
教育再生首長会議（きょういくさいせいしゅちょうかいぎ）は、「首長（市区町村長）が相集い、互いに連携し、教育再生施策に知恵を出し合い、教育再生の先導的役割を率先して果たしていくことを目的」とする任意団体である。2014年6月2日に設立。

## 沿革
2012年12月に安倍晋三は内閣総理大臣に返り咲き、翌2013年1月、私的諮問機関「教育再生実行会議」を総理大臣官邸に設置した。安倍はかねてより「首長が教育について強い信念を持っていれば、その信念に基づいて教育委員を替えていくことができる」と公言しており、安倍らの望む教科書を採択させるための「実行」部隊がつくられることとなった。「教育再生首長会議」の立ち上げは「日本教育再生機構」理事長の八木秀次の主導で進められ、第1回の準備会議では八木自らが講話をした。日本教育再生機構が2014年に作成したチラシには「安倍内閣が進める教育再生政策が果たして成功するのか停滞するのか、それは来年夏の育鵬社の歴史公民教科書採択の成否にかかっています」と記されていた。
2014年6月2日、「教育再生首長会議」の設立総会が都市センターホテルで開かれ、櫻井よしこが記念講演を行った。初代会長は松浦正人（山口県防府市長）。副会長は立谷秀清（福島県相馬市長）、山岸正裕（福井県勝山市長）、神出正巳（和歌山県海南市長）、横尾俊彦（佐賀県多久市長）。
教育再生首長会議は日本教育再生機構に事務局を委託し、委託費として年間約400万円を支払っている。
2015年夏、各自治体の教育委員会は、翌年度以降に使用される中学教科書の採択を一斉に実施。同年10月30日、文部科学省は全国の教科書採択の結果を公表。育鵬社は、中学公民で前回の約1.4倍となる6万7千194冊（5.7％）、中学歴史で約1.6倍の7万5千238冊（6.3％）とシェアを大きく伸ばした。
2016年4月28日、八木は日本教科書株式会社を設立。設立時の所在地は日本教育再生機構に置かれ、初代社長には八木が就任した。
2017年1月に行われた教育再生首長会議の会合では、日本教科書の中学道徳教科書の宣伝資料が配布された。
同年6月5日、野田義和（大阪府東大阪市長）が第2代会長に就任した。